# Kurt Rub
Kurt Rub (* 28. Februar 1946 in Kleindöttingen) ist ein ehemaliger Schweizer Radrennfahrer und nationaler Meister im Radsport.

## Sportliche Laufbahn
Rub war im Strassenradsport aktiv. Als Amateur gewann er 1968 die Genfer Kantonsrundfahrt und den Grand Prix de Brissago. In der Tour de l’Avenir 1968 kam er auf den 23. Platz. Von 1969 bis 1972 fuhr er als Berufsfahrer. 1970 gewann er die Schweizer Strassen-Radmeisterschaften. Auch den Grand Prix du Locle konnte er für sich entscheiden. In der Meisterschaft im Einzelzeitfahren wurde er Zweiter hinter Louis Pfenninger. 
Im Giro d’Italia wurde er 1970 67. und 1972 43. der Gesamtwertung. Die Tour de France 1971 beendete er auf dem 47. Rang. Bei den Strassenradsport-Weltmeisterschaften 1969 wurde er 39., 1971 30. und 1972 28. im Profirennen. Bei den Amateuren wurde er 1967 37. und 1968 32. Die Tour de Suisse bestritt Rub viermal. 1969 wurde er 48., 1970 6., 1971 16. und 1972 24. im Endklassement.